# Nemoscolus tubicola
Nemoscolus tubicola är en spindelart som först beskrevs av Simon 1887.  Nemoscolus tubicola ingår i släktet Nemoscolus och familjen hjulspindlar. Inga underarter finns listade i Catalogue of Life.